# Corkskrew
Corkskrew ist eine maltesische Musikgruppe. Ihre Musik ist dem Musikstil Indie zuzuordnen.

## Geschichte
Die Band wurde 1997 von Diane Micallef (Gesang), Shawn Abela (Gitarre, Keyboard), Cliff Smith (Bass) und Franco Aloisio (Schlagzeug) gegründet und wurde 2000 um Lincoln Spiteri (Gitarre, Synthesizer-Programmierung) erweitert.
Im Juni 2002 erschien das Album Micromania. Das Album wurde noch mit Shawn Abela (Gitarre, Keyboard) eingespielt, der die Band kurz darauf verließ. Klanglich war Micromania am Disco-Pop orientiert. Die CD zählte auf Malta zu den meistverkauften Alben und erreichte 2002 Platz fünf der maltesischen Album-Charts, sieben Titel wurden als Single ausgekoppelt. Infolge der Veröffentlichung agierte Corkskrew als Vorgruppe für verschiedene internationale Künstler bei ihren Auftritten auf Malta und tourte 2004 im Rahmen des Projektes band:union durch Österreich.
2004 erschien das zweite Album No Ordinary Maybe, das wesentlich stärker am Independent Pop orientiert ist.
Corkskrew steuerte zum Soundtrack des auf Malta produzierten Films Genesis sechs Aufnahmen bei. Der Soundtrack erhielt 2001 jeweils den Soundtrack Award des New York International Independent Film & Video Festival und des Los Angeles Film Festival. Die Band war die erste maltesische Musikgruppe, deren Songs auf dem Internetportal iTunes präsentiert wurden.

## Diskografie

### Alben
- 2002: Micromania
- 2004: No Ordinary Maybe